# Спецтабір НКВС № 2
51°01′22″ пн. ш. 11°14′57″ сх. д. / 51.0228° пн. ш. 11.2492° сх. д.
Спецтабір НКВС № 2 — табір для інтернованих, створений радянською владою на окупованій території Німеччини на місці колишнього нацистського табору Бухенвальд.

## Історія
Концентраційний табір «Бухенвальд» був звільнений у квітні 1945 року бійцями 3-ї армії США. Після виведення військ США в липні 1945 року радянська військова адміністрація зайняла табір. 17 серпня 1945 року радянський Народний комісаріат внутрішніх справ (НКВС, з 1946 року Міністерство внутрішніх справ) на місці концтабору «Бухенвальд» створив Спецтабір № 2 (всього в Німеччині було створено 10 спецтаборів, не враховуючи окремих в'язниць, які призначені для інтернування «впливових прихильників нацизму» для забезпечення безпеки окупаційної адміністрації). Вже 22 серпня (через 5 днів після створення) у табір прибули перші 46 в'язнів. Наприкінці 1945 року в Бухенвальді опинилися 6000 осіб; у січні 1946 року було додано 5700 в'язнів з табору у Ландсберзі, а 3 і 7 квітня 1947 року — ще 4000 із спеціального табору № 6 у Ямліці. З 16 400 ув'язненими спеціальний табір досяг максимальної наповненості. У 1948 році табір інтегрований у систему Гулаг. 6 січня 1950 року міністр внутрішніх справ СРСР Сергій Круглов наказав передати всі спеціальні табори, включно з Бухенвальдом, у відання МВС Східної Німеччини. 14 січня 1950 року табір було закрито. Всі спецтабори у 1950 році були розпущені, щоб підвищити репутацію новоствореної НДР, оскільки ширша громадськість на Заході тепер була поінформована про умови в таборі та чинився тиск на окупаційну владу та керівництво НДР. Розпуск був представлений як великодушний акт Радянського Союзу, а умови в таборі замовчувалися з метою пропаганди.
Усього через табір пройшли 28 455 в'язнів, у тому числі близько 1000 жінок. Загалом у спеціальному таборі № 2, згідно з радянськими даними, загинуло 7113 осіб, у тому числі Йоахім Ернст, герцог Ангальтський. Їх поховали в братських могилах у лісах навколо табору. Жодних повідомлень про смерть їхні рідні не отримували. Серед ув'язнених були ймовірні противники сталінізму та нібито члени нацистської партії чи нацистських організацій; інші були ув'язнені через плутанину особи та свавільні арешти. НКВС не дозволяло в'язням мати жодних контактів із зовнішнім світом. На відміну від ув'язнених у колишніх таборах Заксенгаузен і Бауцен, жоден ув'язнений у Спеціальному таборі № 2 не був засуджений військовим трибуналом (тобто в'язні утримувалися там без суду).

## Відомі в'язні
- Йоахім Ернст, герцог Ангальтський (1901—1947), загинув у таборі;
- Гельмут Бішоф (1908—1993), поліцейський, оберштурмбанфюрер СС і старший урядовий радник;
- Пауль Грімм (1907—1993), історик;
- Карл Ріттер фон Гальт (1891—1964), легкоатлет і спортивний чиновник Третього Рейху, оберфюрер СА;
- Волтер Меєр (1904—1949), веслувальник, золотий медаліст Олімпійських ігор 1932;
- Джон Нобл (1923—2007), німецько-американський підприємець;
- Ганс Церлетт (1892—1949), сценарист і режисер, помер у таборі від туберкульозу;
- Фрідріх Якш (1894—1946), судето-німецький письменник, помер у таборі;
- Йозеф Саблатніг (1886—1946), австрійський піонер авіації, літакобудування та повітряного транспорту, помер у таборі.